# Creditor Relations
Creditor Relations (CR) bezeichnet das Management der Kommunikationsbeziehungen zwischen Unternehmen und ihren Fremdkapitalgebern. Es kann als Teildisziplin der Anlegerkommunikation (Investor Relations) verstanden werden und zählt somit zum Bereich der Unternehmenskommunikation. Zweck ist es, eine angemessenen Bewertung (Rating) seitens der Fremdkapitalgeber (z. B. Banken) sicherzustellen und das Kapitalbeschaffungsvermögen des Unternehmens sowie das Vertrauen der Fremdkapitalgeber zu stärken.

## Begriff
Als theoretische Grundlage der Creditor Relations können die Neue Institutionenökonomik und insbesondere die Prinzipal-Agent-Theorie angesehen werden.
Für die Kommunikation mit Fremdkapitalgebern gibt es weitere englische Begriffe wie bondholder relations, debtor/debitor relations und fixed income investor relations. Der Begriff bondholder relations bezieht sich im Wortsinn nur auf die Beziehungspflege zu Inhabern von Anleihen.

## Ziele
Die Zielsetzung der Creditor Relations als Teildisziplin der Investor Relations ist im allgemeinsten Sinn die Steigerung des Unternehmenswertes. Es wird unterscheiden zwischen finanzwirtschaftlichen und kommunikationspolitischen Zielen. Erstere sind in der Senkung von Fremdkapitalkosten, der Streuung der Gläubigerstruktur sowie der Fremdkapitalbeschaffung zu sehen. Die kommunikationspolitischen Zielsetzungen hingegen sind der Abbau von Informationsasymmetrien sowie der Aufbau und die Pflege von Vertrauen und Image. Diese Ziele sollen sich letztlich in einer langfristigen, maximalen und fairen Bewertung der Kreditwürdigkeit niederschlagen und zur Steigerung des Unternehmenswerts beitragen.

## Zielgruppen
Zu den wichtigsten Zielgruppen zählen Banken, Inhaber von Anleihen und sonstige Fremdkapitalgeber. Außerdem spielen Informationsvermittler, wie beispielsweise Ratingagenturen, deren Urteil einen wesentlichen Einfluss auf die Kreditvergabe haben kann, eine wichtige Rolle. Die Informationsmittler haben in der Regel kein eigenes Anlageinteresse, sind allerdings wichtig für die Gewinnung von Fremdkapitalgebern und die Vermittlung des Kreditrisikos. Auch Analysten der Käuferseite, beispielsweise von Anleihefonds, können zu den Informationsvermittlern zählen. Speziell in der Mittelstandfinanzierung spielt der Analyst der Hausbank eine wichtige Rolle, da er letztlich das interne Rating vollzieht und stellvertretend für die Bank eine Empfehlung bezüglich der Kreditvergabe gibt.

## Spannungsfeld zwischen Investor- und Creditor-Relations
Neben zahlreichen Gemeinsamkeiten existieren zwischen der Kommunikation mit Fremdkapitalgebern (Creditor Relations) und Eigenkapitalgebern (Investor Relations im engeren Sinne) klare Unterschiede, die durch abweichende Erwartungen und Einstellungen ihrer jeweiligen Rezipienten zu begründen sind. Eigenkapitalgeber, beispielsweise Aktionäre, werden am Wachstum „ihres“ Unternehmens beteiligt. Sie sind für gewöhnlich an künftigen Kurssteigerungen und hohen Ausschüttungen interessiert, erwarten steigende Cashflows und Unternehmenswerte. Unter Umständen unterstützen Eigenkapitalgeber auch risikobehaftete Investitionsentscheidungen, sofern diese eine hohe Rendite versprechen. Ganz anders verhalten sich diesbezüglich die Fremdkapitalgeber: Banken beispielsweise werden normalerweise nicht am Wachstum des Kreditnehmers beteiligt, sondern erhalten erfolgsunabhängige Zins- und Tilgungsbeträge. Die Laufzeit der Kapitalvergabe ist in der Regel begrenzt. Fremdkapitalgeber sind an stabilen Cashflows, geringen operativen Risiken, guten Ratingergebnissen sowie einer soliden Eigenkapitalausstattung interessiert.